# Podem! (Croàcia)
Podem! - Plataforma Política (en croat Možemo! – politička platforma) és un partit polític d'esquerres i ecologista de Croàcia. Format al 2019 a partir de la unitat d'acció de diversos moviments locals progressistes del país, especialment de Zagreb és NOSTRE (Zagreb je NAŠ!).

## Història
El partit es va fundar en assemblea el 10 de febrer de 2019, amb la participació de més d'un centenar de delegats representant nombrosos moviments d'arreu del país. En aquesta es van escollir dos coordinadors, Sandra Benčić i Teodor Celakoski, i es va declarar que estaven oberts a generar coalicions amb altres forces extraparlamentàries, descartant però cap aliança amb el Partit Socialdemòcrata, considerant-lo de centre liberal: "En 25 anys, no han creat un model de desenvolupament per a Croàcia, i per això volem parlar només amb aquells que comparteixen els nostres valors i que no s'han compromès en política en els darrers 30 anys", va apuntar Benčić.
D'aquesta manera, Podem va formar finalment una coalició amb Nova Esquerra i Alternativa Verda per a les eleccions europees de 2019, esperant aconseguir un eurodiputat. Malauradament, van rebre només 19,313 vots i el 1.80%, molts allunyats de l'escó en la catorzena posició. Tot i així, a les eleccions parlamentàries de 2020, Podem va obtenir 4 diputats del Sabor croat, dels set aconseguits sota el paraigües de la Coalició Esquerra Verda. L'any següent van aconseguir la victòria a les eleccions locals de Zagreb, la capital del país, governant amb majoria i aconseguint també derrotar la dreta en les eleccions a Alcalde de la ciutat amb el seu candidat Tomislav Tomašević.
Un cop consolidat el partit, al següent cicle electoral van rebre majors suports, amb deu diputats al Sabor en candidatura pròpia, i un eurodiputat a les eleccions al Parlament Europeu de 2024.

## Resultats electorals

### Parlament de Croàcia
| Any  | Vots    | %     | Escons   | +/- | Govern   |
| ---- | ------- | ----- | -------- | --- | -------- |
| 2020 | 116,480 | 6.99% | 4 / 151  | Nou | Oposició |
| 2024 | 193,051 | 9.10% | 10 / 151 | 6   | Oposició |

### Parlament Europeu
| Any  | Vots   | %     | Escons | +/- | Grup      |
| ---- | ------ | ----- | ------ | --- | --------- |
| 2019 | 19,313 | 1.79% | 0 / 12 | Nou | -         |
| 2024 | 44,670 | 5.92% | 1 / 12 | 1   | Verds/ALE |

### Assemblea de Zagreb
| Any  | Vots    | %      | Escons  | +/- | Govern  |
| ---- | ------- | ------ | ------- | --- | ------- |
| 2021 | 130,850 | 40.83% | 19 / 47 | 16  | Majoria |